# Jürgen Bärsch
Jürgen Bärsch (* 6. Juni 1959 in Oberhausen) ist ein deutscher römisch-katholischer Theologe, Diözesanpriester und Universitätsprofessor.

## Leben

### Herkunft und Ausbildung
Nach dem Abitur studierte Jürgen Bärsch von 1979 bis 1984 Katholische Theologie in Bochum, Freiburg im Breisgau und Münster. Am 16. Mai 1986 wurde er zum  Priester des Bistums Essen geweiht und war von Mai 1986 bis Mai 1990 Kaplan in Bochum.
1990 begann Bärsch ein Promotionsstudium und arbeitete als Assistent am Lehrstuhl für Liturgiewissenschaft an der Theologischen Fakultät Trier und als Assistent in  der Wissenschaftlichen Abteilung des Deutschen Liturgischen Instituts. 

## Wirken
Von April 1994 bis Mai 1998 wirkte er als Subregens im Priesterseminar St. Ludgerus Bochum. Am 27. Mai 1995 wurde er durch die Theologische Fakultät Trier mit einer Arbeit über Die Feier des Osterfestkreises im Stift Essen nach dem Zeugnis des Liber Ordinarius promoviert.
Von 1995 bis 2003 setzte er seine Tätigkeit am Priesterseminar in Bochum als Dozent für Liturgik fort.
Im Dezember 2002 wurde er als Nachfolger von Alfred Pothmann Direktor des Instituts für kirchengeschichtliche Forschung des Bistums Essen, wechselte aber schon im März 2003 auf die Professur für Liturgiewissenschaft an der Katholischen Universität Eichstätt-Ingolstadt.

## Schriften
- Kleine Geschichte des christlichen Gottesdienstes. Verlag Friedrich Pustet, Regensburg 2015, ISBN 978-3-7917-2721-9.
- als Herausgeber zusammen mit Benedikt Kranemann: Geschichte der Liturgie in den Kirchen des Westens. Rituelle Entwicklungen, theologische Konzepte und kulturelle Kontexte. Aschendorff Verlag, Münster 2019.
  - Bd. 1: Von der Antike bis zur Neuzeit, ISBN 978-3-402-13186-2.
  - Bd. 2: Moderne und Gegenwart, ISBN 978-3-402-13187-9.
- Liturgie im Prozess. Studien zur Geschichte des religiösen Lebens. Aschendorff Verlag, Münster 2019, ISBN 978-3-402-24587-3.
- als Herausgeber, zusammen mit Stefan Kopp: Die Kathedrale im Kontext der mittelalterlichen Stadt: Liturgie und ihre sakraltopographischen Bezüge. Aschendorff Verlag, Münster 2023, ISBN 978-3-402-11294-6.
- als Herausgeber, zusammen mit Claudia Grund und Katharina Hupp: Gemalte Liturgie: "Die Sieben Sakramente" des Eichstätter Malers Johann Chrysostomus Winck (1725-1795). Verlag Friedrich Pustet, Regensburg 2023, ISBN 978-3-7917-7456-5.